# ネルソン (馬)

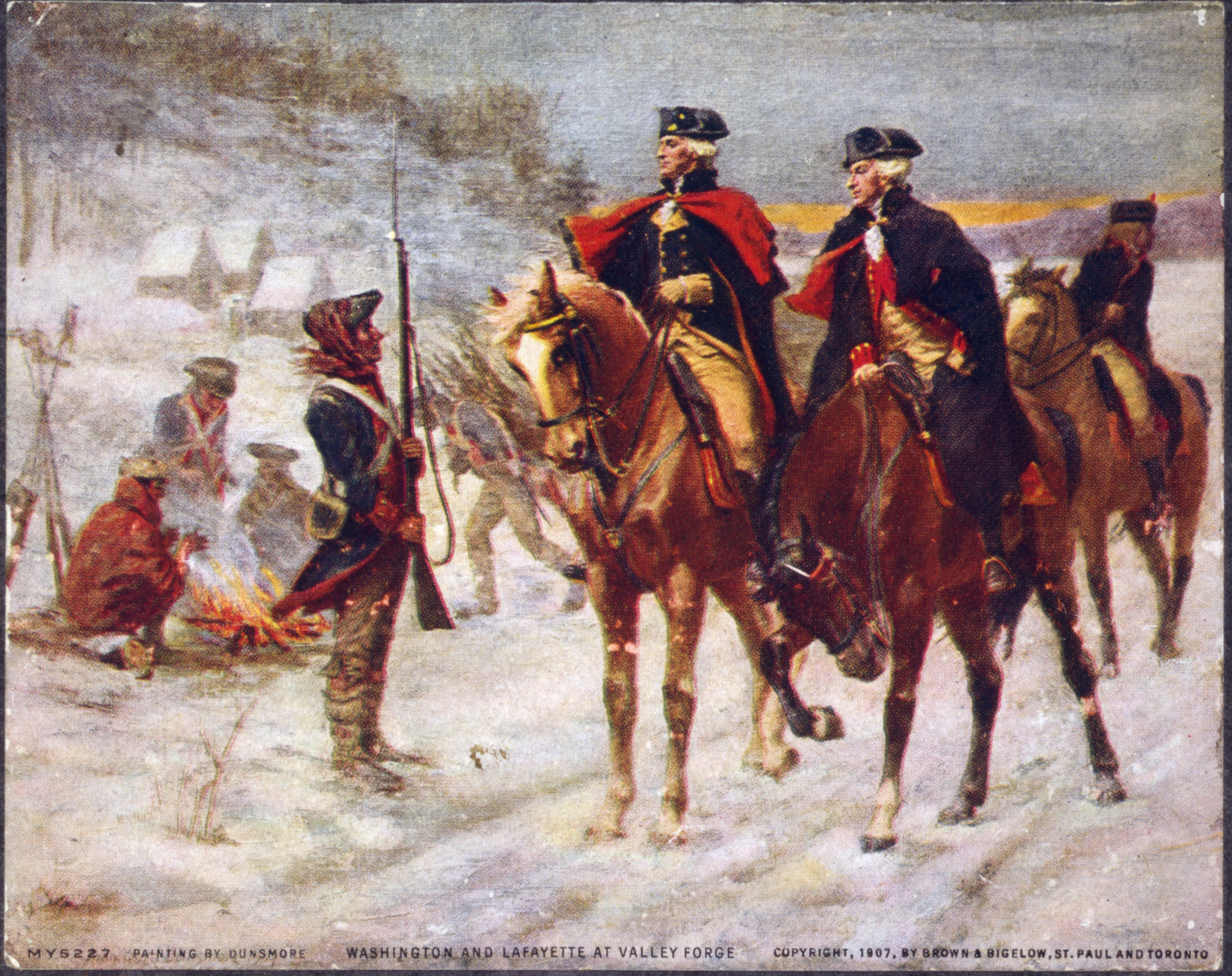
バレーフォージでネルソンに乗るワシントン（左）

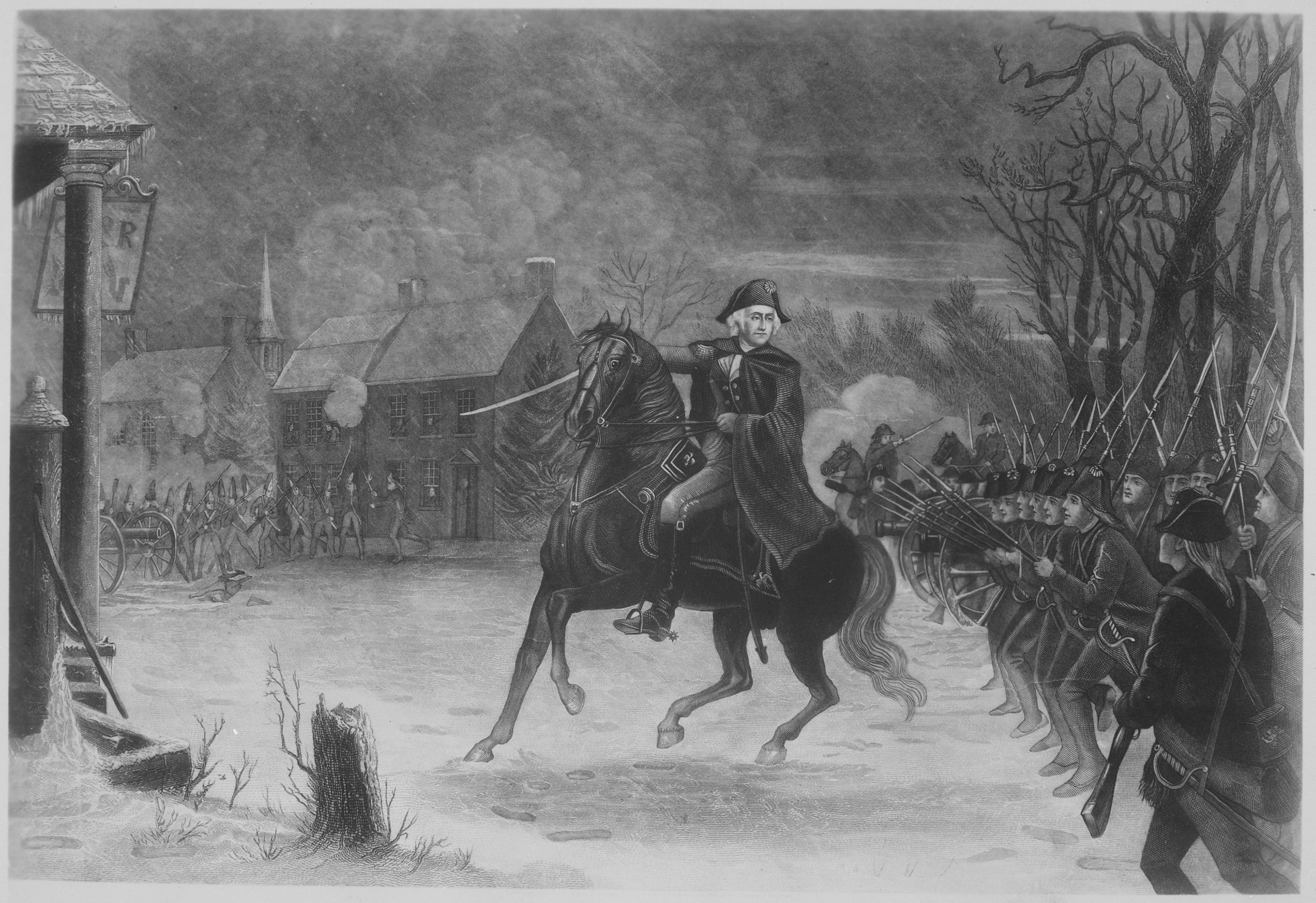
ネルソンが描かれている「トレントンの戦いのワシントン」

ネルソン（Nelson）、またはオールド・ネルソン（Old Nelson）は、ジョージ・ワシントンが所有していた馬である。栗毛に大流星鼻梁白鼻白と白い足が特徴である。1778年にワシントンが入手し、1790年に当時の馬としてはかなり高齢となる27歳前後で死亡した。ワシントンは乗馬に長けていたことで知られており、ネルソンは長年に渡って彼の愛馬として重要なアイコンであった。

## 歴史
ネルソンは1763年に産まれ、1778年にバージニア州のトマス・ネルソンからワシントンに贈られた。馬の名前は彼にちなんで付けられた。ワシントンは砲撃に過剰反応しないことから独立戦争中にネルソンを最も好んで使ったと述べている。ワシントンはコーンウォリスがヨークタウンで降伏する際にネルソンに乗った。独立戦争中にワシントンが乗った馬としては他に芦毛のブルースキンが知られている。
ワシントンは戦後、ネルソンに乗らなくなった。ネルソンとブルースキンは共に引退し、戦後はマウントバーノンで過ごした。